# Борисов, Геннадий Владимирович
Генна́дий Влади́мирович Бори́сов (род. 26 февраля 1962, Краматорск) — российский конструктор телескопов и астроном-любитель из Крыма, открывший первую известную межзвёздную комету 2I/Borisov.

## Биография
Окончил в 1989 году физический факультет МГУ им. М. В. Ломоносова. Работает инженером в Крымской лаборатории Государственного астрономического института имени П. К. Штернберга МГУ. Там он обслуживает телескопы, но сам не делает наблюдений. Он также работает в «Астрономическом научном центре», создавая экспериментальные телескопы в сотрудничестве с Роскосмосом.
Борисов в свободное время занимается астрономией в своей личной обсерватории MARGO, расположенной в посёлке Научный, в горной части Крымского полуострова. В период с 2013 по 2017 год он обнаружил семь комет и несколько околоземных объектов, таких как 2013 TV135. Эти открытия были сделаны с помощью телескопов, которые он спроектировал и изготовил сам: GENON (2 кометы) и GENON Max (5 комет). В 2014 году Борисов получил две награды Эдгара Уилсона за открытие комет C/2013 N4 и C/2013 V2.
В начале 2019 года Борисов завершил работу над своим новым 0,65-метровым телескопом. 30 августа 2019 года, работая на этом телескопе, он открыл первую межзвёздную комету 2I/Borisov, которая является вторым межзвёздным объектом, обнаруженным в Солнечной Системе. Открытие кометы внесено в Книгу рекордов Гиннесса.
Открытие 2I/Borisov Геннадием Борисовым сравнивают с открытием Плутона Клайдом Томбо. Томбо также был астрономом-любителем и также сам конструировал телескопы, но разница в том, что Плутон был открыт не на собственном телескопе, а на астрографе Лоуэллской обсерватории.

## Открытия
Геннадий Борисов открыл 15 комет:
- 08.07.2013 — долгопериодическая C/2013 N4 (Borisov);
- 06.11.2013 — гиперболическая C/2013 V2 (Borisov);
- 22.08.2014 — C/2014 Q3 (Borisov);
- 05.09.2014 — околопараболическая C/2014 R1 (Borisov);
- 23.02.2015 — долгопериодическая C/2015 D4 (Borisov);
- 11.09.2016 — долгопериодическая C/2016 R3 (Borisov);
- 01.03.2017 — гиперболическая C/2017 E1 (Borisov);
- 30.08.2019 — гиперболическая межзвёздная 2I/Borisov;
- 02.11.2019 — околопараболическая C/2019 V1 (Borisov)[11];
- 20.08.2020 — околопараболическая C/2020 Q1 (Borisov)[12].
- 08.06.2021 — гиперболическая C/2021 L3 (Borisov);
- 14.10.2023 — околопараболическая C/2023 T2 (Borisov);
- 08.11.2024 — долгопериодическая C/2024 V1 (Borisov);
- 25.01.2025 — долгопериодическая C/2025 B2 (Borisov);
- 02.05.2025 — долгопериодическая C/2025 J1 (Borisov);

А также астероиды 2013 TV135, 2023 BU и ряд других.
Борисов считает, что скоро астрономы-любители больше не смогут открывать новые кометы: «В 2016 году только я обнаружил комету. В 2013 году нас было семеро. С каждым годом их становится всё меньше и меньше. Огромных телескопов становится всё больше. У любителей скоро ничего не останется».